# Poicephalus
Poicephalus é um gênero de aves da família Psittacidae.
As seguintes espécies são reconhecidas:
- Poicephalus fuscicollis (Kuhl, 1820)
- Papagaio-de-bico-grosso, Poicephalus robustus (Gmelin, JF, 1788)
- Papagaio-de-jardine, Poicephalus gulielmi (Jardine, 1849)
- Papagaio-de-meyer, Poicephalus meyeri (Cretzschmar, 1827)
- Papagaio-de-rüppell, Poicephalus rueppellii (Gray, GR, 1849)
- Papagaio-de-cabeça-castanha, Poicephalus cryptoxanthus (Peters, W, 1854)
- Poicephalus crassus (Sharpe, 1884)
- Papagaio-de-ventre-vermelho, Poicephalus rufiventris (Rüppell, 1842)
- Periquito-massarongo, Poicephalus senegalus (Linnaeus, 1766)
- Papagaio-de-cara-amarela, Poicephalus flavifrons (Rüppell, 1842)